# Discopus comes
Discopus comes är en skalbaggsart som beskrevs av Bates 1880. Discopus comes ingår i släktet Discopus och familjen långhorningar. Inga underarter finns listade i Catalogue of Life.